# Banca di Valle Camonica
La Banca di Valle Camonica è stata una banca del gruppo UBI Banca.

## Storia
Viene fondata il 2 luglio 1872 dal cattolico cividatese Giuseppe Tovini.
Nel 1963 viene acquisita dalla Banca San Paolo di Brescia, che nel 1998 con il CAB costituisce il gruppo Banca Lombarda, entrandovi quindi automaticamente.
Il 1º aprile 2007 l'holding si fonde con la BPU Banca dando così vita al gruppo UBI Banca.
Attualmente gestisce 66 sportelli in Val Camonica, Valtellina, Valtrompia e nel Bresciano e nel Bergamasco.
Il 7 maggio 2012 il consiglio di amministrazione della banca presieduto da Gianfranco Maiolini, ha nominato Stefano Vittorio Kuhn Direttore Generale.
Nel 2017 si fonde nella capogruppo UBI Banca rimanendo solo come marchio commerciale. Nel 2020 a seguito di una OPS totalitaria di Banca Intesa contro UBI Banca scompare anche come marchio commerciale; le filiali vengono divise fra Intesa e BPER Banca.
| Controllo di autorità | VIAF (EN) 140528089 |